# ガロカテコール
エピガロカテキン(Epigallocatechin、EGC)またはガロカテコール(Gallocatechol)は、構造中にカテキンを含むフラバノールの1種である。食物に含まれる抗酸化物質の1つで、バナナ、カキ、ザクロ等に含まれている。
緑茶の健康作用の要因として知られるヒトのカンナビノイド受容体に対し、適度な親和力を持つ。

## 立体異性体
ガロカテコールには不斉中心が2位と3位に2つあり、合計で4つの立体異性体を考えることができる。
- (2R,3S): (+)-ガロカテキン
- (2S,3R): (−)-ガロカテキン
- (2R,3R): (−)-エピガロカテキン
- (2S,3S): (+)-エピガロカテキン

不斉中心2位のエピマーは、緑茶等に含まれる有名な(±)-ガロカテキン(gallocatechin、GC)であり、(+)-ガロカテキンも(-)-ガロカテキンも没食子酸残基がトランス型になっている。